# Geografia României
Fiind situată la limita peninsulei Balcanice și acoperind o suprafață eliptică, de 238.397 km², România ocupă mare parte din bazinul inferior al Dunării și regiunile din estul bazinului de mijloc al acestui fluviu. Se află atât la sudul, cât și la nordul Munților Carpați. Formele de relief sunt variate și proporționale, altitudinea maximă (2544 m) aflându-se în Munții Făgăraș.
România este țară carpatică deoarece 2/3 din lanțul carpatic se află pe teritoriul său. Munții Carpați determină etajarea biopedoclimatică, reprezentând un veritabil nod orografic și totodată o barieră în calea maselor de aer, dețin resurse naturale importante si au avut o importanță deosebită în dezvoltarea vieții economice.
România este țară danubiană deoarece întreg sectorul inferior al fluviului (1075 km) se află pe teritoriul României sau reprezintă părți din sectorul de graniță cu statele Serbia, Bulgaria, Ucraina. Dunărea reprezintă o axă importantă de navigație încă din Antichitate. În prezent, prin intermediul Dunării, Rinului și canalelor Main-Rin și Dunăre-Marea Neagră, se realizează legătura între Marea Neagră și Marea Nordului.
România este o țară pontică deoarece are ieșire la Marea Neagră, lungimea țărmului românesc fiind de 245 km (variază în funcție de procesele de acumulare sau eroziune), iar existența litoralului românesc al Mării Negre conferă României multiple avantaje economice. Are un grad mare de populare, densitatea medie a populației fiind în jur de 90 loc./km²), depășind media europeană. Ponderea majoritară a populației este între 53-54%, mai redusă comparativ cu cea europeană.
Prezența României în ambele conflagrații mondiale, a făcut-o să iasă din prima câștigătoare (formarea României Mari), din cea de-a doua a ieșit perdantă (pierderea Basarabiei, nordul Bucovinei, Ținutul Herța). Sub aspect cultural, spațiul românesc actual a mai fost numit și „spațiul mioritic” (Lucian Blaga), reprezentând spiritualitatea creatoare a satului autohton, cu un specific aparte în diversitatea culturilor europene.
Poziția geopolitică actuală este de cea membră NATO din anul 2004 si membru UE din anul 2007.

## Date generale

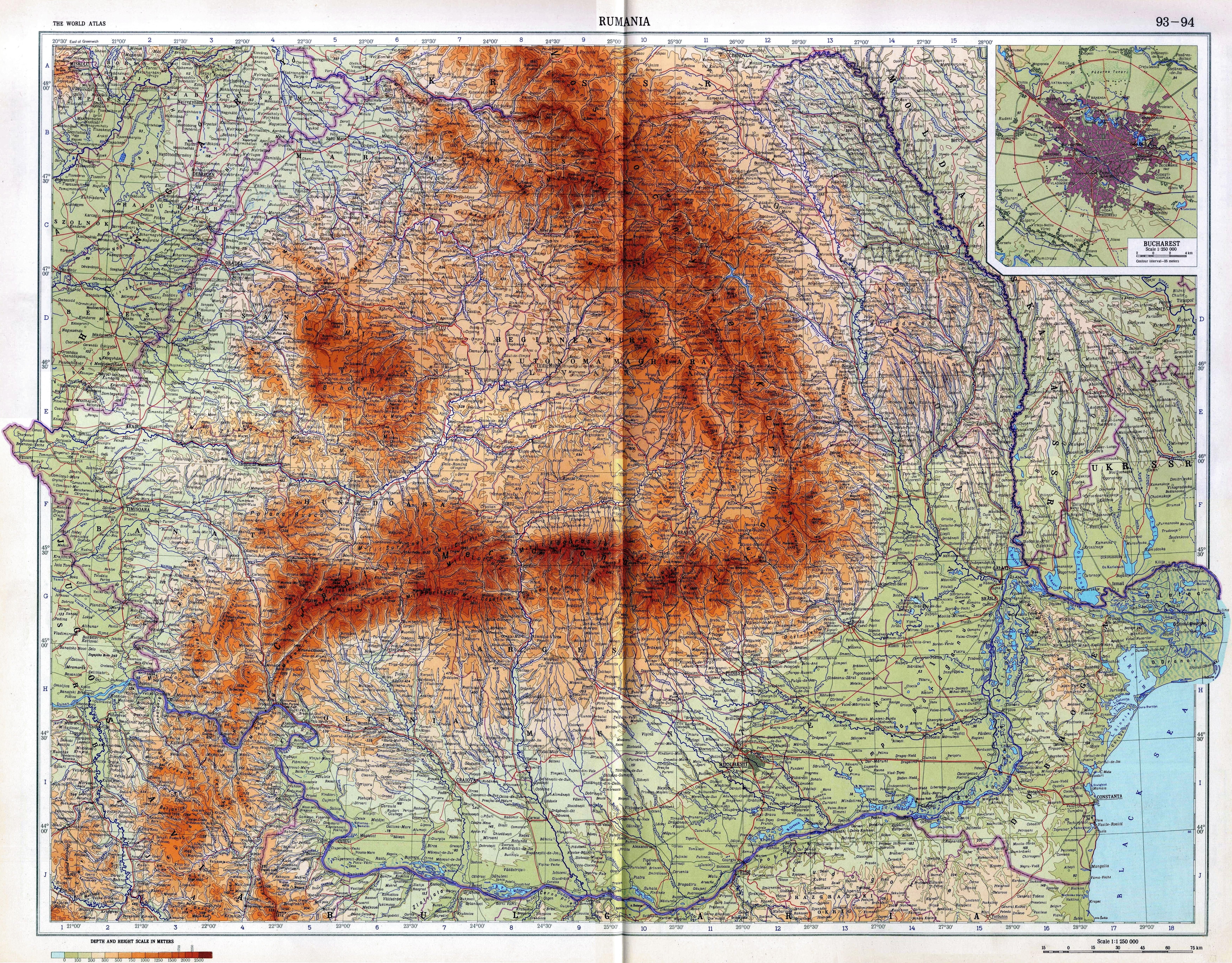
Harta fizico-geografică cu unitățile administrative din 1967

PoziționarePartea Central-Sud-Estică a Europei
Granițele Romaniei
- Nord:  Ucraina
- Vest: Ungaria
- Sud-Vest: Serbia
- Sud: Bulgaria
- Sud-Est: Marea Neagră
- Est: Republica Moldova

Teren
Câmpia Transilvaniei este separată de Podișul Moldovei prin Carpații Orientali și de Câmpia Română prin Carpații Meridionali (Alpii Transilvaniei).
Extremele altitudinii
- cel mai jos punct: Marea Neagră, 0 m
- cel mai înalt punct: Vârful Moldoveanu, 2.544 m

Extremele geografice
- cel mai vestic punct: Beba Veche, Timiș (20°17′58″E)
- cel mai sudic punct: Zimnicea, Teleorman (43°39′12″N)
- cel mai estic punct: Sulina, Tulcea (29°39′10″E)
- cel mai nordic punct: Horodiștea, Botoșani (48°14′41″N)

Resurse naturale
petrol (resurse în scădere), cherestea, gaze naturale, cărbune, sare, teren arabil, energie hidraulică.
Folosirea terenurilor
- teren arabil: 41%
- semănături permanente: 3%
- pășuni permanente: 21%
- păduri: 29%
- altele: 6% (estimativ, 1993)

Terenuri irigate
30.016 km² amenajați, din care cca. 15.000 km² în funcțiune; (2005)  Arhivat în 28 septembrie 2007, la Wayback Machine.
Riscuri naturale
cutremure mai severe în sud și sud-est; structurile geologice și climatul provoacă alunecări de teren; inundatții frecvente în nordul și vestul țării.
Mediu înconjurător - probleme curente
eroziune a solului și degradare; poluare a apei; poluare a aerului în sud din motive industriale; contaminare a Deltei Dunării
Mediu înconjurător - înțelegeri internaționale
- părtașă la: Poluarea Aerului, Tratatul Antarctic, Biodiversitate, Schimbarea Climatului, Deșertificare, Specii pe cale de Dispariție, Modificări ale Mediului Înconjurător, Risc de Dezastru Natural, Legea Mării, Interzicerea Testului Nuclear, Protejarea Stratului de Ozon, Poluarea provocată de Vase, Delte
- semnate, dar încă nu ratificate: Poluarea Aerului - Poluanți Organici Persistenți, Protocolul pentru Mediul Antarctic, Protocolul de la Kyoto pentru Schimbarea Climatului

Notăcontrolează cea mai ușor de traversat rută între Balcani, Republica Moldova și Ucraina.

## Relief

Harta reliefului României

Raportat la suprafața relativ mică a României, relieful se caracterizează printr-o mare diversitate și complexitate. Din întreaga suprafață a României, 28% este ocupată de munți (peste 800 m altitudine), 42% de dealuri și podișuri (200–800 m altitudine) și 30% de câmpii (sub 200 m altitudine).
Relieful este axat pe arcul Carpaților. În centrul teritoriului se află Podișul Transilvaniei, înconjurat de lanțurile muntoase ale Carpaților Orientali, Meridionali și Occidentali, la exteriorul cărora se întind, ca o treaptă mai joasă, podișuri și câmpii, către care trecerea se face prin intermediul dealurilor subcarpatice.
Diversitatea tipurilor genetice de relief este caracteristică și spațiului românesc. Relieful structural este pus în evidență de abrupturi și denivelări în Carpați și Podișul Dobrogei de Nord. De asemenea, horstul dobrogean s-a constituit pe resturi hercinice în condițiile eroziunii diferențiale a peneplenei. Relieful petrografic este dezvoltat pe roci cristaline în Carpați și Podișul Dobrogei. Relieful dezvoltat pe roci solubile reprezintă peste 20 % din teritoriul țării, mai relevant fiind relieful carstic din aria carpatică. Tot în Carpați este specific și relieful dezvoltat pe gresii și conglomerate, în ariile de orogen, alături de care evoluează relieful vulcanic și cel grefat pe roci metamorfice. Pe spațiile mai joase se afla relieful dezvoltat pe argile, marne, nisipuri și depozite leossoide. Relieful glaciar este bine reprezentat în părțile înalte ale Carpaților Meridionali și în Munții Rodnei, prin circuri glaciare, în timp ce relieful periglaciar este distribuit, în mod variat, pe întreg teritoriul țării. De asemenea, relieful fluviatil și cel litoral au o reprezentare specifică pe teritoriul României.

#### Munți
Carpații Românești se extind ca un inel, care închide o mare depresiune în centrul țării, a Transilvaniei. Sunt munți cu altitudine mijlocie, fragmentați (de văi transversale total sau parțial) și prezintă un număr însemnat de depresiuni intracarpatice (cu diferite geneze), cu un spectaculos etaj alpin, cu pășuni alpine, cu întinse suprafețe de eroziune. Acești munți au fost, din cele mai vechi timpuri, loc de retragere și de adăpost al populației pe timpul invaziilor străine. Datorită caracteristicilor locale, au apărut și așezări permanente (în depresiuni și pe culoarele de vale), dar și temporare (odăi, sălașe) care ating plafonul de 2000 m. În Carpații Apuseni se atinge altitudinea de 1200 m pentru așezările permanente. Raportat la continentul european, Carpații reprezintă sistemul nord-estic montan alpin, care începe din Bazinul Vienei și ține până în Valea Timocului, pe o lungime de aproximativ 1500 km (cel mai lung lanț montan din Europa) și se întinde pe o suprafață de 170 000 km². Pe teritoriul României au o lungime de 910 km. Carpații românești fac parte din sectorul estic al sistemului muntos alpin, bine individualizat prin direcția generală a culmilor principale, prin altitudine, prin masivitate și structură. Rezistența Platformei Ruse le-a impus Carpaților la formare o direcție de la nord-nord-vest spre sud-sud-est, direcție modificată apoi spre vest de horstul hercinic dobrogean.
 Astfel, Munții Carpați, care se ridică până la peste 2 500 m, domină relieful României, altitudinea maximă de 2 544 m fiind în vârful Vârful Moldoveanu din Munții Făgăraș. Carpații sunt apreciați ca munți cu înălțime mijlocie și mică și au altitudinea medie de 840 m. De asemenea, circa 90 % din suprafața lor se află sub altitudinea de 1500 m. Cea mai mare parte din aria carpatică având peste 2000 m, în proporție de 85 %, se află între Valea Prahovei și Culoarul Timiș-Cerna. Treapta munților prezintă, deci, diferențieri din punct de vedere hipsometric: Carpații Meridionali, cu altitudinea medie de 1136 m, Carpații Orientali, cu altitudinea medie de 950 m și Carpatii Occidentali, cu altitudinea medie de 654 m.
Carpații românești se împart în trei mari grupe:
- Carpații Orientali, aflați între granița de nord și Valea Prahovei, reprezintă 52,2 % din întreaga arie carpatică, cuprinzând depresiuni largi și numeroase pasuri ce permit circulația rutieră și feroviară între Moldova și Transilvania; pe latura vestică a Carpaților Orientali se întinde cel mai mare lanț de munți vulcanici din Europa: Oaș, Gutâi, Țibleș, Călimani, Gurghiu, Harghita, Bodoc etc. Formați ca și celelalte unități ale Carpaților românești, în timpul orogenezei alpine, prezintă varietate litologică, fiind constituiți din sișturi cristaline, roci sedimentare și roci vulcanice, dispuse în trei șiruri paralele. Altitudinea maximă este de 2303 m, iar gradul de fragmentare este ridicat, fiind dat de prezența depresiunilor și văilor dispuse transversal și longitudinal. Între văile Oituz și Prahova, Carpații Orientali își schimbă direcția (de la N-V la S, spre S-V și V), formând Carpații de Curbură. Masivele care alcătuiesc Carpații Orientali au următoarea alcătuire: în vest roci vulcanice, în centru roci cristaline iar în est și sud roci sedimentare. Principalele resurse sunt: minereuri de cupru, plumb, aur, argint, mangan, cărbuni, ape minerale etc.
- Carpații Meridionali, cuprinși între Valea Prahovei și culoarul Timiș-Cerna, se întind pe aproximativ 21 % din spațiul montan românesc. În această grupă se întâlnesc cei mai înalți munți din România, 11 vârfuri au altitudini de peste 2500 m. Caracteristicile morfometrice sunt superioare celorlalte unități carpatice. Dovada o constituie înălțimea maximă de 2544 m, înclinarea medie a reliefului de 25 – 35 % și adâncimea fragmentării, care, pe alocuri, variază între 500 și 1000 m. Masivitatea pronunțată se explică prin structura litologică, prin predominarea sișturilor cristaline. În plus, aceste tipuri de roci au conservat cel mai bine urmele glaciațiunii pleistocene și, ca urmare, Carpații Meridionali adăpostesc cea mai mare varietate de forme glaciare: circuri și văi glaciare, custuri, șei de transfluență, morene frontale și laterale, praguri glaciare. Acestea sunt fie izolate, fie grupate, în acest din urmă caz formând complexe glaciare. De asemenea, rocile metamorfice sunt cele care au condiționat menținerea urmelor modelarii policiclice, în cadrul lor evidențiindu-se trei suprafețe de nivelare (Borăscu, Râu-Șes, Gornovița), precum și umeri de vale. Nu în ultimul rând, este de menționat relieful carstic prezent pe calcarele din care sunt construite extremitățile munților.[7] Munții sunt formați din roci cristaline și culmi calcaroase.
- Carpații Occidentali, ce se întind între Defileul Dunării la Sud, și Someș la Nord, au trecut, pe parcursul orogenezei alpine, prin etape de înălțare și de coborâre, prin accidente tectonice pe parcursul cărora s-au definitivat masivele sub formă de horsturi si grabene. Liniile de falii formate au permis apariția efuziunilor vulcanice și conturarea unor forme vulcanice care s-au păstrat până azi. Ponderea mare a rocilor dure (sișturi cristaline, granite, banatite) explică masivitatea reliefului. Prezența calcarelor a favorizat dezvoltarea reliefului carstic pe o suprafață de 2467 km², acesta fiind marcat prin peșteri și forme carstice minore. Și în cadrul lor, procesele tectonice sacadate, cu faze de înălțare urmate de lungi perioade de liniște tectonică, au contribuit la formarea suprafețelor de nivelare, însă la înălțimi mult mai reduse în comparație cu celelalte ramuri carpatice. Altitudinea maximă este de 1849 m în Munții Apuseni.[7] Principalele resurse sunt: minereuri feroase și neferoase, cărbuni, materiale de construcții, izvoare minerale etc.

#### Dealuri și podișuri
Dealurile și podișurile României reprezintă un ansamblu regional, complex din punct de vedere al genezei, vârstei și evoluției. Aceste regiuni conferă unele trăsături care le individualizează, precum morfografia, predominarea interfluviilor plane, modul de utilizare al terenurilor ș.a. Regiunile de dealuri și de podișuri constituie cea mai întinsă treaptă geografică de pe teritoriul României. Prin poziție, ele învăluie Carpații făcând totodată trecerea la unitățile de câmpie. Se desfășoară pe circa 100 000 km², ceea ce reprezintă 42 % din suprafața acesteia. Prin condițiile naturale favorabile vieții, aceste unități de relief constituie și reprezintă aria cu cea mai largă dezvoltare a așezărilor omenești, cu numărul cel mai mare de locuitori. Prin poziția geografică, cea mai mare parte a dealurilor și podișurilor (74 %) se află la exteriorul arcului carpatic, pe când la interior se găsesc doar Dealurile Transilvaniei. Cele din exterior alcătuiesc, în cadrul edificiului reliefului României, o treaptă între munți și câmpie.

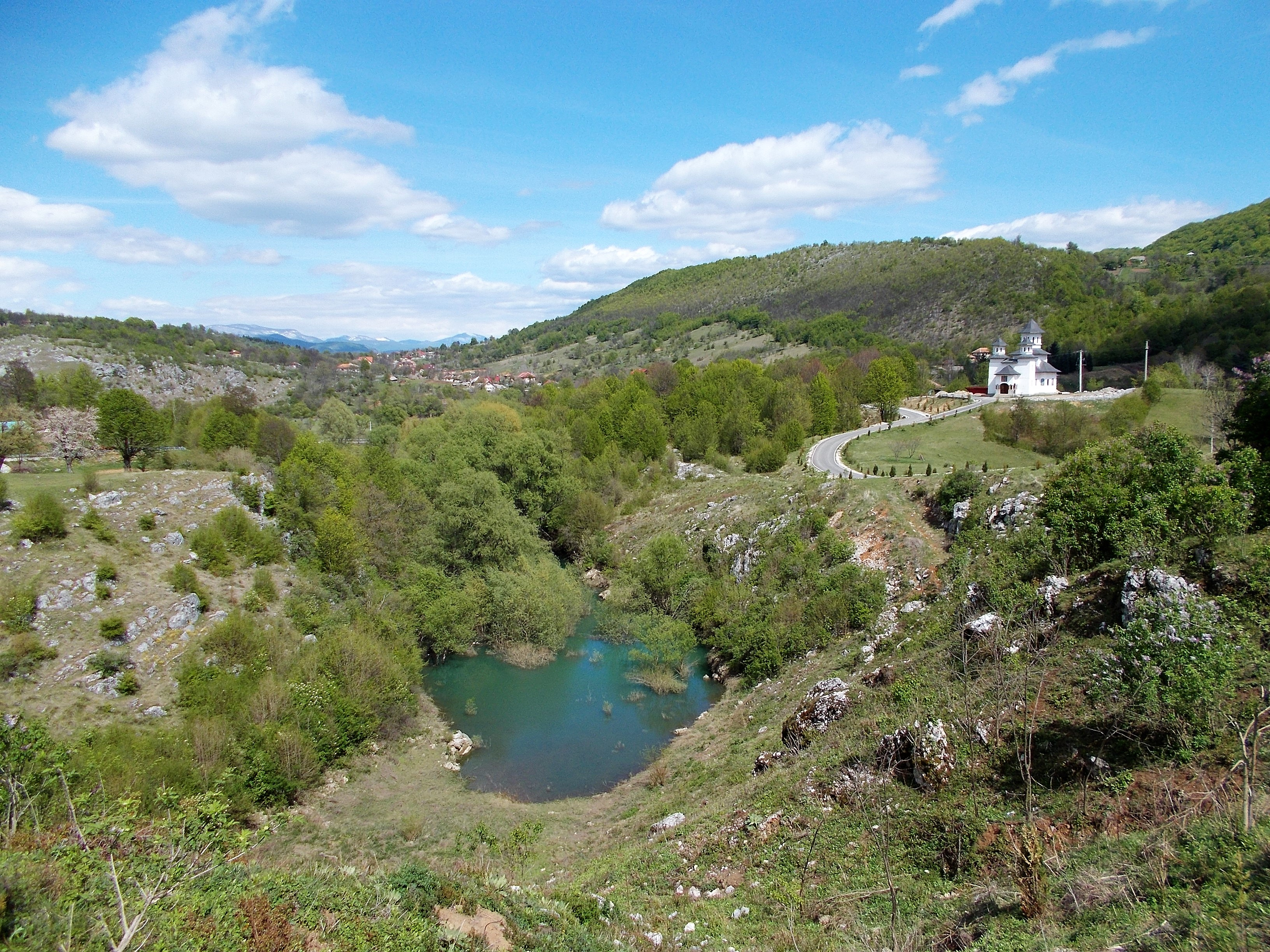
Podișul Mehedinți la Ponoarele

Dealurile și podișurile cuprind cea mai mare parte a intervalului hipsometric de 200 – 800 metri. În unele regiuni, ele coboară sub aceste valori (Dobrogea, Dealurile de Vest, sudul Podișului Moldovei) sau le depășesc (Subcarpații). Circa 73 % din spațiul deluros și de podiș se încadrează în intervalul de 200 – 500 m, 23 % celui cu înălțimi de 500 – 800 m și numai 4 % valorilor extreme (predomină cele sub 200 m). Prin altitudine, dar și prin caracteristicile geografice ale peisajului, podișurile din România se înscriu fie în treapta câmpiilor (podișurile din Dobrogea Centrală și de Sud; Podișul Jijiei; sudul Podișului Getic) în care sunt elemente similare cu acestea (fragmentare, morfologie, climat, soluri, vegetație, economie, tipuri de așezări etc.), fie în treapta dealurilor (Podișul Sucevei, Podișul Bârladului, nord-vestul Podișului Dobrogei). O situație aparte o reprezintă Podișul Mehedinți unde peisajul se apropie de acela al munților joși din Banat. El constituie un podiș carpatic jos.
Relieful de ansamblu și microrelieful este diferit de la o regiune la alta. Astfel, sunt prezente culmi deluroase prelungi, uneori conforme cu structura (ex. Muscelele Năsăudului), culmi de confluență de tipul gruiurilor/dealurilor (în Podișul Getic), dealuri de tip bloc/horst cristalin (în Dealurile de Vest), dealuri scunde, domoale (ex. Câmpia Moldovei), suprafețe interfluviale, aproape cvasiorizontale cu mici forme negative de tipul crovurilor (în Podișul Dobrogei de Sud), munți joși, tociți, înconjurați de propriile dezagregate/pedimente (în Masivul Dobrogei de Nord), depresiuni tectonice de tip golf (în Dealurile de Vest), depresiuni de contact (în Depresiunea colinara a Transilvaniei, Podișul Moldovei), depresiuni endoreice (pe calcare în Podișul Mehedinți; pe loess în Podișul Dobrogei de Sud). Importante, în peisajul actual, sunt terasele care au fost utilizate ca suport al sitului așezărilor umane și al căilor de comunicație.
Depresiunea colinară a Transilvaniei prezintă un fundament carpatic puternic faliat și scufundat, ale cărui compartimente se regăsesc la adâncimi ce variază între 2000 și 6000 m. La suprafață se suprapune o cuvertură de roci sedimentare, formată din argile, marne, nisipuri, gresii, conglomerate. Structura geologică a depresiunii conține cute diapire, domuri și straturi monoclinare, pe ultimile dintre ele dezvoltându-se cueste.
Podișul Dobrogei, cea mai complexă arie geologică și geomorfologică a României, este o unitate de orogen în partea nordică și o unitate de platformă în partea sudică. Succesiunea orogenezelor a contribuit, încă din paleozoic, la definitivarea unităților acestui podiș, astfel: orogeneza baikaliană este cea care a dus la individualizarea unității formate din sișturi verzi, adică Podișul Casimcei, în timp ce orogeneza hercinică a ridicat Munții Măcinului, cunoscuți pentru diversitatea formelor apărute pe granituri.

#### Dobrogea
Această unitate morfologică cuprinsă între Valea Dunării, Marea Neagră și granița cu Bulgaria este alcătuită din următoarele zone de relief:
- Munții Dobrogei între Valea Dunării și Podișul Babadagului
- Podișul Dobrogei de Nord cuprins între Dunăre, Munții Dobrogei, Marea Neagră și Podișul Dobrogei de Sud
- Podișul Dobrogei de Sud cuprins între Podișul Dobrogei de Nord, Dunăre, Marea Neagră și granița cu Bulgaria.

#### Câmpiile și Delta Dunării

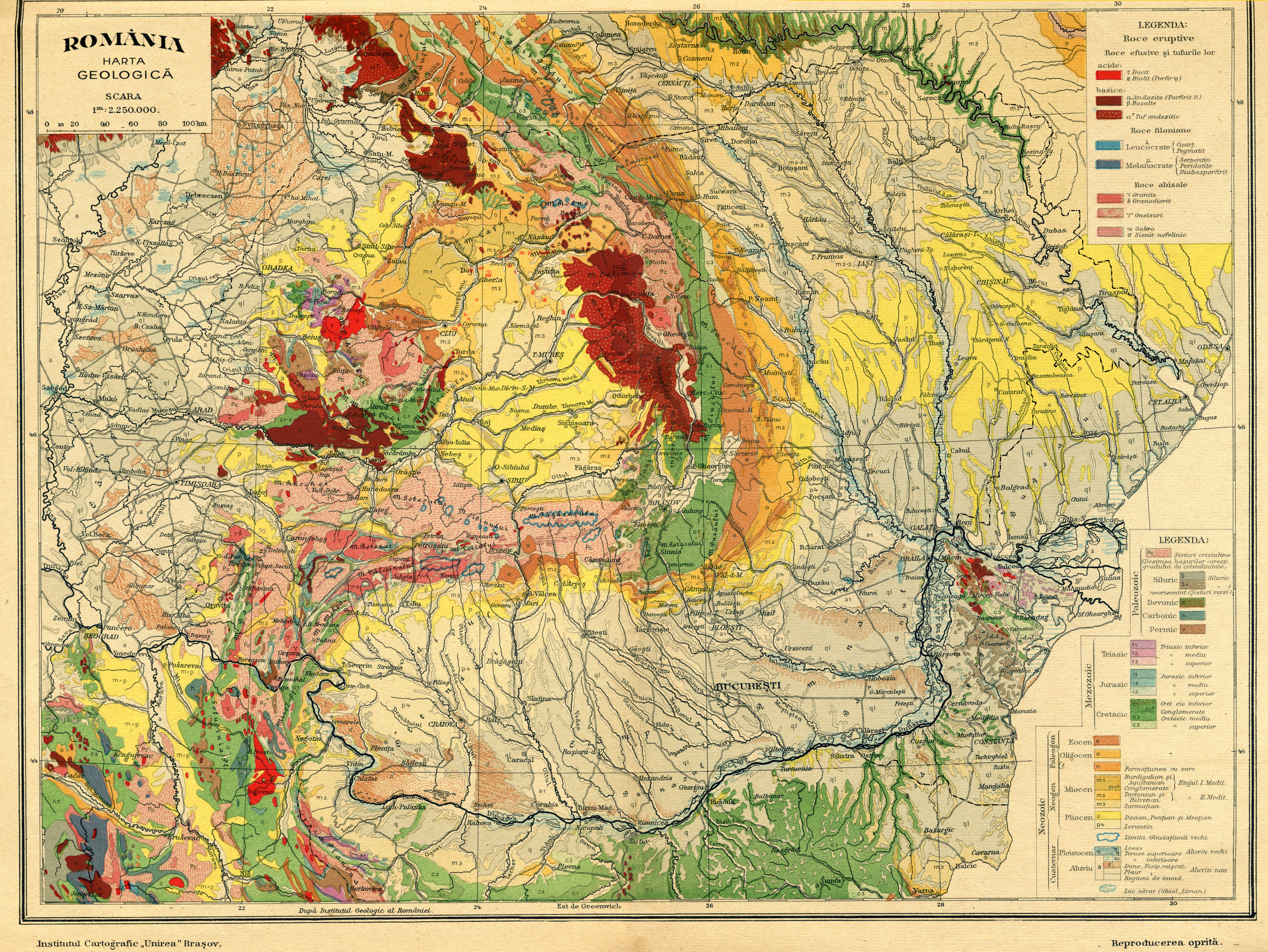
Geologia României și a vecinătății.

Câmpiile României înconjoară în semicerc teritoriul țării, localizate în sudul și vestul țării. Astfel, câmpiile sunt grupate în două sectoare extracarpatice: Câmpia Română și Câmpia de Vest (Banato-Crișene), care se întind pe o suprafață de aproape 30 % (28,5).
Câmpiile formează treapta cea mai coborâtă și mai tânără a reliefului țării, cu altitudini predominante sub 200 m, dar care pot urca până la 300 m și pot coborî până la 10 m. Prezintă o morfografie, în general, simplă, cu suprafețe netede și întinse, cu o energie a reliefului redusă, unde predomină văile larg deschise cu lunci și terase (joase) bine dezvoltate, unde râurile meandrează sau se despletesc puternic. Uneori, luncile și terasele joase se continuă și în regiunile vecine, au aceeași funcționalitate ca și câmpia și sunt incluse dealurilor sau podișurilor (depresiunile de tip golf din Câmpia de Vest), datorită caracteristicilor locale (sunt înconjurate de dealuri). Activitățile socio-economice sunt intense, cu numeroase orașe mari (plus capitala), cu o industrie specifică resurselor de sol și subsol.
Aceste unități morfologice constituie cele mai recente formații geologice pe care s-a dezvoltat cel mai tânăr relief.
- Câmpia Română cuprinsă între Piemontul Getic, Subcarpați, Podișul Moldovei și valea Dunării se împarte morfologic în următoarele sectoare: Câmpia Piemontană, Câmpia de divagare, Câmpia dunăreană. Este cea mai mare câmpie a României. Este o regiune complexă, din multe puncte de vedere, care a atras atenția multor cercetători, precum Emmanuel de Martonne, George Vâlsan, Vintilă Mihăilescu, Constantin Brătescu etc., care au adus importante contribuții legate de limite, regionare, geologie, terase ș.a. Astfel, Câmpia Română, este cea mai întinsă unitate de câmpie a României și s-a format în cuaternar, în urma depunerilor succesive de sedimente aduse de râurile care au erodat masivele Carpaților Meridionali, pe un fundament care aparține Platformei Moesice. Altitudinea medie este de 64 m, în timp ce 22 % din suprafața ei are altitudini cuprinse între 100 și 200 m. În general, Câmpia Română are un relief plat, tabular, larg desfășurat și compartimentat de văile largi ale afluenților Dunării. Partea vestică a Câmpiei Române este alcătuită dintr-o câmpie de terase și câmpii tabulare, netede. În partea sudică, Lunca Dunării este o adevărată câmpie aluvială, cu o lățime de 1 – 4 km, respectiv 15 – 20 km în estul Câmpiei Bărăganului, fiind influențată, permanent, de variațiile de nivel ale apelor Dunării. Așezările umane din Câmpia Română sunt numeroase, peste 2300 de sate și peste 60 de orașe.[6]
- Câmpia de Vest cuprinde extremitatea estică a marii câmpii panonice. Ea se află în vestul țării, între granița de vest a României (cu Ungaria și Serbia) și Dealurile de Vest și pe mici porțiuni cu Carpații Apuseni, Carpații Banatului și Orientali. Astfel, limita de est[11] este sinuoasă cu pătrunderi în lungul marilor culoare de vale și a depresiunilor și retrageri spre vest, în dreptul unor masive muntoase sau deluroase care pătrund sub forma unor culmi perpendiculare spre vest. Câmpia de Vest este o regiune de sedimentare lacustră, pe un fundament cristalin faliat și scufundat. Prezintă, de la nord la sud, o succesiune de sectoare joase, de o remarcabilă netezime, până nu demult inundabile, și sectoare înalte, unele cu câmpuri de dune - în Câmpia Carei și depuneri piemontane de loess. Altitudinea medie este de 100 m și urcă până la 200 m la contactul cu Dealurile de Vest.[7] Principalele resurse sunt: zăcăminte de petrol, gaze naturale și ape termale.
- Delta Dunării reprezintă cea mai nouă unitate naturală din România. Este situată în nord-estul Podișului Dobrogei și este alcătuită dintr-o asociere de grinduri fluviatile, de cordoane litorale vechi și noi, de resturi ale reliefului predeltaic, de depresiuni cu suprafețe și adâncimi variabile și de albii vechi și noi ale Dunării. Este traversată de paralela 45° latitudine nordică. Este cea mai joasă regiune a țării, sub 10 m altitudine, cu întinderi de mlaștini, lacuri și stuf. Ceva mai înălțate sunt grindurile fluviale și maritime (Letea, Caraorman, Sărăturile) pe care se grupează satele de pescari. Este un teritoriu descris din Antichitate de numeroși oameni de știință ai vremurilor, printre care Herodot, Strabon, Ptolemeu sau Plinius cel Bătrân.[12] De-a lungul timpului a căpătat multe studii asupra genezei, evoluției, calității mediului, turismului ș.a, bazate pe studii și cercetări amănunțite. Delta Dunării a intrat în patrimoniul mondial al UNESCO în 1991 ca rezervație a biosferei.

## Geologie
Poziția României între cratonul Panonic, cel Getic și cel Scitic determină structura sa geologică articulată în jurul lanțului Carpatic, parte din orogeneza alpină. Punctul unde cele trei cratoane se întâlnesc este țara Vrancei, epicentrul multor cutremure. În timp ce podișul ardelean este ridicat deasupra câmpiilor apuseană și dunăreană, la răsărit podișul moldovean este crestat de eroziunea hidrografică, din cauza coborârii nivelului de bază în decursul perioadei messiniene, când Mediterana și bazinul Pontic se goliseră de ape. În Neozoic sedimente mai recente, fluviatile, continentale și eoliene, au acoperit podișurile și câmpiile, fiind la rândul lor erodate de topirea post-glaciară de acum 12-9000 de ani. Printre aceste sedimente, loess-ul. Rocile cele mai vârstnice, din orogeneza hercinică de vârstă paleozoică, apar în Munții Măcinului.

## Climă
Prin poziția geografică, România, se încadrează în zona de climă temperată fiind situată într-un sector de trecere de la caracteristicile climatice oceanice la cele continentale, iar pe de altă parte, de prelungire a unor influențe din zonele polare și subtropicale. Precipitațiile sunt moderate, variind de la insuficienta cantitate de 400 mm din Dobrogea la 500 mm în Câmpia Română și până la 600 mm în cea de Vest. Odată cu altitudinea, precipitațiile cresc, depășind pe alocuri 1000 mm pe an. Amplasarea României îi dă un climat continental, în special în Vechiul Regat (la est și la sud de Carpații Meridionali) și mai puțin în Transilvania, unde climatul este mai mult moderat. O iarnă lungă și severă (decembrie - martie), o vară fierbinte (aprilie - august), și o toamnă rece(septembrie - noiembrie) sunt principalele anotimpuri, cu o tranziție rapidă din primăvară în vară. În București, temperatura medie în sezonul rece este de -7 grade C, iar vara mercurul termometrelor indică o medie de 25 grade C. Totuși fenomenul de încălzire globală tinde să schimbe aceste valori și în Romania. În vara anului 2007 s-au atins temperaturi de 40-42 grade C în unele zone ale țării. Clima este temperată, cu ierni reci, înnorate cu ninsori și ceață frecvente; veri însorite cu ploi și furtuni frecvente.
Primele înregistrări climatice în România s-au făcut odată cu înființarea Institutului Meteorologic Central (1884) și cu apariția lucrărilor elaborate de Ștefan Hepites. După 1960 are loc o dezvoltare a rețelei de stații meteorologice, apărând și importante lucrări referitoare la caracteristicile climatice ale spațiului montan, litoral, urban, etc.

## Hidrografie

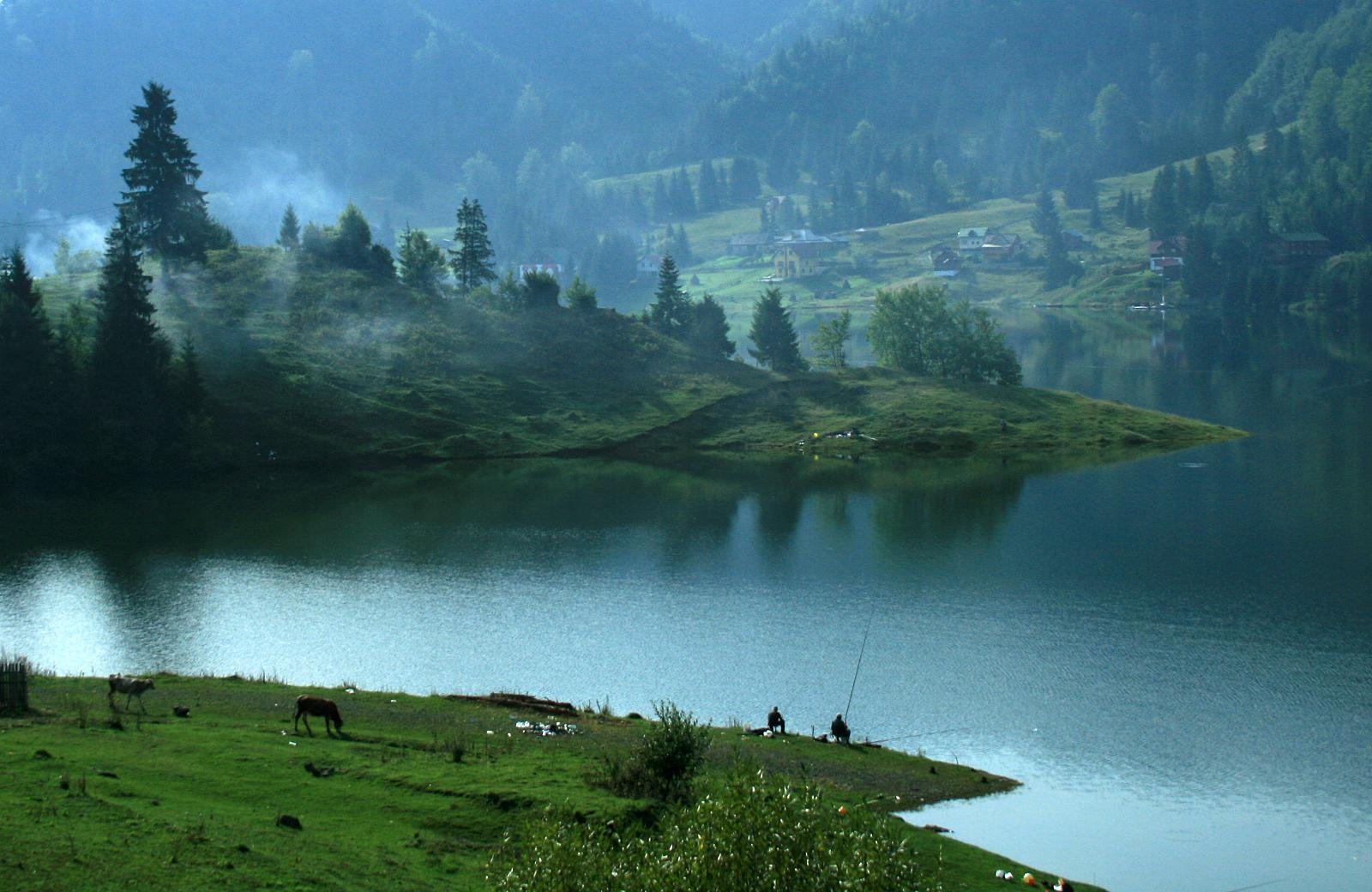
Lacul Cobilița, în județul Bistrița-Năsăud.

#### Apele curgătoare
Pentru o listă a râurilor din România, grupate alfabetic, vezi Liste de râuri din România.
Pentru o listă a râurilor din România, grupate după lungime, vezi Listă a râurilor din România după lungime.

Rețeaua hidrografică a României

Cea mai mare parte a apelor curgătoare de pe teritoriul României izvorăsc din Carpați și aparțin bazinului Dunării (excepție fac unele râuri din Dobrogea). Datorită configurației reliefului, rețeaua apelor curgătoare este dispusă radial. Apele curgătoare principale care izvorăsc din Carpați au un profil longitudinal caracterizat prin pante mari în regiunea muntoasă, mai line în regiunea dealurilor și piemonturilor și foarte line în regiunea de câmpie.
| Denumirea bazinului | Suprafața bazinului (km²) | Scurgere anuală medie (mil. km³) |
| ------------------- | ------------------------- | -------------------------------- |
| Siret               | 42380                     | 6200                             |
| Mureș               | 29470                     | 5200                             |
| Olt                 | 24010                     | 5600                             |
| Someș-Crasna        | 17740                     | 4200                             |
| Crișuri             | 14880                     | 3200                             |
| Timiș-Bega          | 13030                     | 2800                             |
| Argeș               | 12590                     | 2100                             |
| Ialomița            | 10430                     | 1300                             |
| Jiu                 | 10070                     | 2800                             |
| Prut                | 10990                     | 300                              |

Principalele bazine hidrografice de pe teritoriul României sunt: al Dunării și al Mării Negre. Râurile din vestul României Vișeul, Iza, Someșul, Crasna, Crișurile, Mureșul, Bega se varsă prin intermediul Tisei în Dunăre, iar Timișul, Carașul, Nera, Cerna, direct în Dunăre. Jiul, Oltul, Vedea, Argeșul, Ialomița, Siretul, Prutul sunt tributare Dunării. Din bazinul Mării Negre fac parte Casimcea, Taița, Telița.
În afară de aceste bazine hidrografice pe teritoriul României sunt câteva zone semiendoreice.
Principalul colector al apelor curgătoare de pe teritoriul României, Dunărea, are o lungime în limitele României de 1075 km.

### Resursele de apă

Resurse specifice de apă ale diferitelor țări europene.

Resursele de apă endogene (care se formează din precipitațiile căzute pe teritoriul țării) sunt evaluate la 42 km³/an. Aceasta reprezintă abia 0.67% din totalul resurselor de apă endogene de 6.223 km³/an ale țărilor europene.. Resursele endogene specifice ale României raportate la populație sunt de 1.894 m³/an, loc. iar cele raportate la suprafață sunt de 0,18 m. După ambele criterii România este una din țările cu resursele de apă cele mai scăzute din Europa, așa cum rezultă din graficul alăturat. Dacă se iau în considerare și resursele de apă exogene (care reprezintă aportul râurilor care se formează pe teritoriul altor țări și intră apoi pe teritoriul țării) - în cazul României Dunărea și cursurile de apă din bazinul Siretului superior - de 170 km³/an, resursele totale de apă ale României se ridică la 212 km³/an. De aceea, România depinde în foarte mare parte de resursele de apă venind din diferite țări din amonte.
Aceste resurse de apă nu sunt în totalitate utilizabile. Din cauza regimului variabil al resurselor de apă, o parte din aceste resurse se scurg în perioadele de viitură, pe când, în perioadele secetoase, debitele scurse scad la valori foarte mici. Pentru a mări resursele utilizabile este nevoie de regularizarea debitelor prin lacuri de acumulare care să rețină debitele excedentare în perioadele ploioase, pentru a le face disponibile în perioadele secetoase. De aceea, spre deosebire de țările din Europa de Vest și de Nord, lipsa unor resurse suficiente de apă riscă să devină un factor limitativ al dezvoltării economice dacă nu este promovată o politică strictă de utilizare rațională a apelor.

Consumuri specifice de apă pe cap de locuitor ale diferitor țări europene.

Penuria de resurse de apă ale României, dependența de resursele exogene și necesitatea regularizării debitelor a fost scoasă în evidență încă din 1960 prin Planul de amenajare a apelor din România. Drept urmare, autoritățile responsabile cu gospodărirea apelor din acea vreme au luat decizia de prezerva apelor interioare ale țării, utilizând cu precădere apele exogene ale Dunării, de a iniția un amplu program de realizare de lacuri de acumulare pentru mărirea resurselor endogene utilizabile și de a promova o politică de economisire și utilizare rațională a resurselor de apă.
Totuși, în anii următori, importanța unei gospodăriri raționale a apelor a fost adeseori neglijată. De două ori (în 1968 și 2004) organele centrale de gospodărire a apelor au fost desființate, de fiecare dată cu urmări negative grave. Consumurile de apă au crescut foarte mult; deși este o țară săracă în resurse de apă, România este unul din cei mai mari consumatori de apă din Europa. După cum rezultă din graficul alăturat, consumul de apă specific pe locuitor al României depășește cu mult valorile altor țări europene cu un nivel de dezvoltare mult mai ridicat.

#### Lacurile și limanele
Pentru o listă a lacurilor din România, vezi Listă de lacuri din România.
În România sunt circa 2300 de lacuri și limane care ocupă o suprafață totală de aproape 2620 km², adică 1,1% din teritoriul României. La acestea se adaugă circa 1150 de iazuri. Caracteristică este însă predominarea lacurilor cu suprafețe sub 1 km² (90% din numărul total al lacurilor). Cele mai mari întinderi de apă sunt limanele de pe litoralul Mării Negre și din Lunca Dunării iar cele mai mici (sub 0,5 km²) sunt lacurile glaciare din regiunile montane.

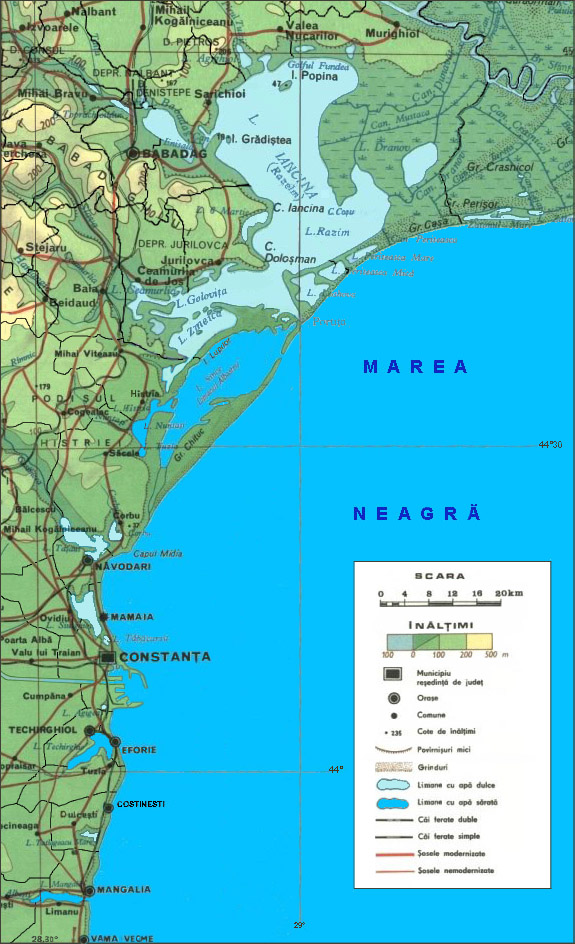
Limanele Dobrogene

După raportul dintre evaporabilitate și cantitatea precipitațiilor atmosferice, lacurile din România se împart în două mari categorii:
- Lacurile zonei cu umiditate deficitară, sunt repartizate geografic astfel:
  - Limanele din Dobrogea, situate în lungul zonei litorale maritime și de-a lungul văii Dunării. În sudul Deltei Dunării alternează limane fluviatile cu apă dulce și limane maritime sărate. De când i-a fost închisă „portița” (în anii 1970), complexul lagunar Razim, Golovița, Zmeica, Sinoe și Nuntași (1125,30 km²) cuprinde atât limane cu apă dulce (primele trei și Nuntași) cât și cu apă sărată (Sinoe).
  - Lacurile din Podișul Moldovei sunt în majoritatea lor artificiale (iazuri), iar în cazuri izolate formate datorită alunecărilor de teren și conurilor de dejecție laterale; au adâncime mică (2–3 m) și majoritatea sunt lacuri de apă dulce, dar în Câmpia Jijiei ele au o mineralizare destul de ridicată.
  - Lacurile din Podișul Transilvaniei, legate, ca geneză, de masivele saline din zona diapiră (lacurile Ursu, Negru etc). Unele din ele s-au format prin prăbușirea vechilor saline (lacul Avram Iancu, Sic etc)
  - Lacurile din Câmpia Română, formate în majoritatea lor datorită fenomenelor de sufoziune din depozitele de loess (Ianca, Plopul, Colentina etc)
  - Lacurile de luncă, răspândite de-a lungul luncilor râurilor mai importante, având un regim hidrologic strâns legat de cel al râurilor (Potelu, Rastu, Suhaia etc)
- Lacurile zonei cu umiditate excedentară, sunt repartizate geografic astfel:
  - Lacurile din Carpații Orientali, lacuri de baraj (Lacul Roșu), vulcanice (Sf. Ana), glaciare (Lala, Buhăescu, Iezer etc.)
  - Lacurile din Carpații Meridionali, lacuri glaciare (Zănoaga, Bucura, Capra, Bâlea, Gâlcescu etc), care constituie, în majoritatea lor, obârșii ale râurilor.

#### Marea Neagră
Marea Neagră se învecinează cu teritoriul continental al României pe o distanță de 245 km, formând litoralul românesc.

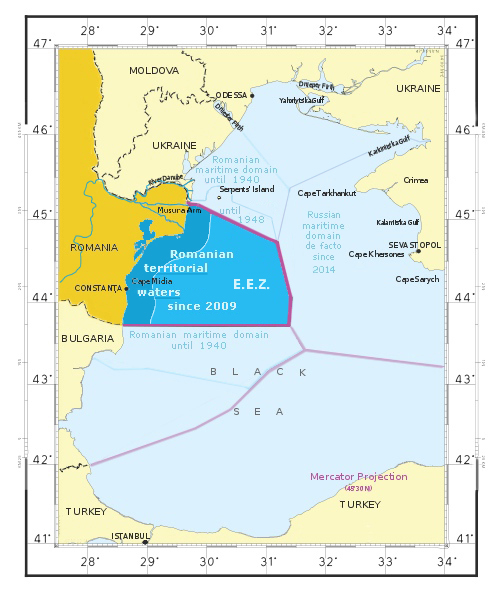
Partea acvatică a teritoriului românesc (albastru închis).

Partea acvatică a teritoriului românesc (marea și limanele) se întinde pe aproximativ 20.000 de kilometri pătrați, constând din: 
- ape interioare (limanele) – 753 de kilometri pătrați,
- apele maritime teritoriale – 4.487 de kilometri pătrați,
- zona contiguă a apelor teritoriale – 4.460 de kilometri pătrați, și
- zona economică exclusivă – 10.300 de kilometri pătrați.

Marea teritorială a României cuprinde fâșia de mare adiacentă țărmului ori, după caz, apelor maritime interioare, având lățimea de 12 mile marine (22.224 m), măsurată de la liniile de bază. 

La data de 3 februarie 2009, Curtea Internațională de Justiție de la Haga a decis că României îi revin în plus 9.700 kilometri pătrați din teritoriul Mării Negre, extinzând astfel cu 20% jurisdicția României asupra Mării Negre. Zona s-a aflat în litigiu cu țara vecină, Ucraina, din momentul independenței acesteia, fiind anterior în litigiu cu URSS începând cu anul 1948. În zona respectivă se află zăcăminte estimate la 70 miliarde metri cubi de gaze, respectiv 12 milioane tone de țiței.

## Vegetația

Zonele naturale de vegetație ale României și vecinătății.

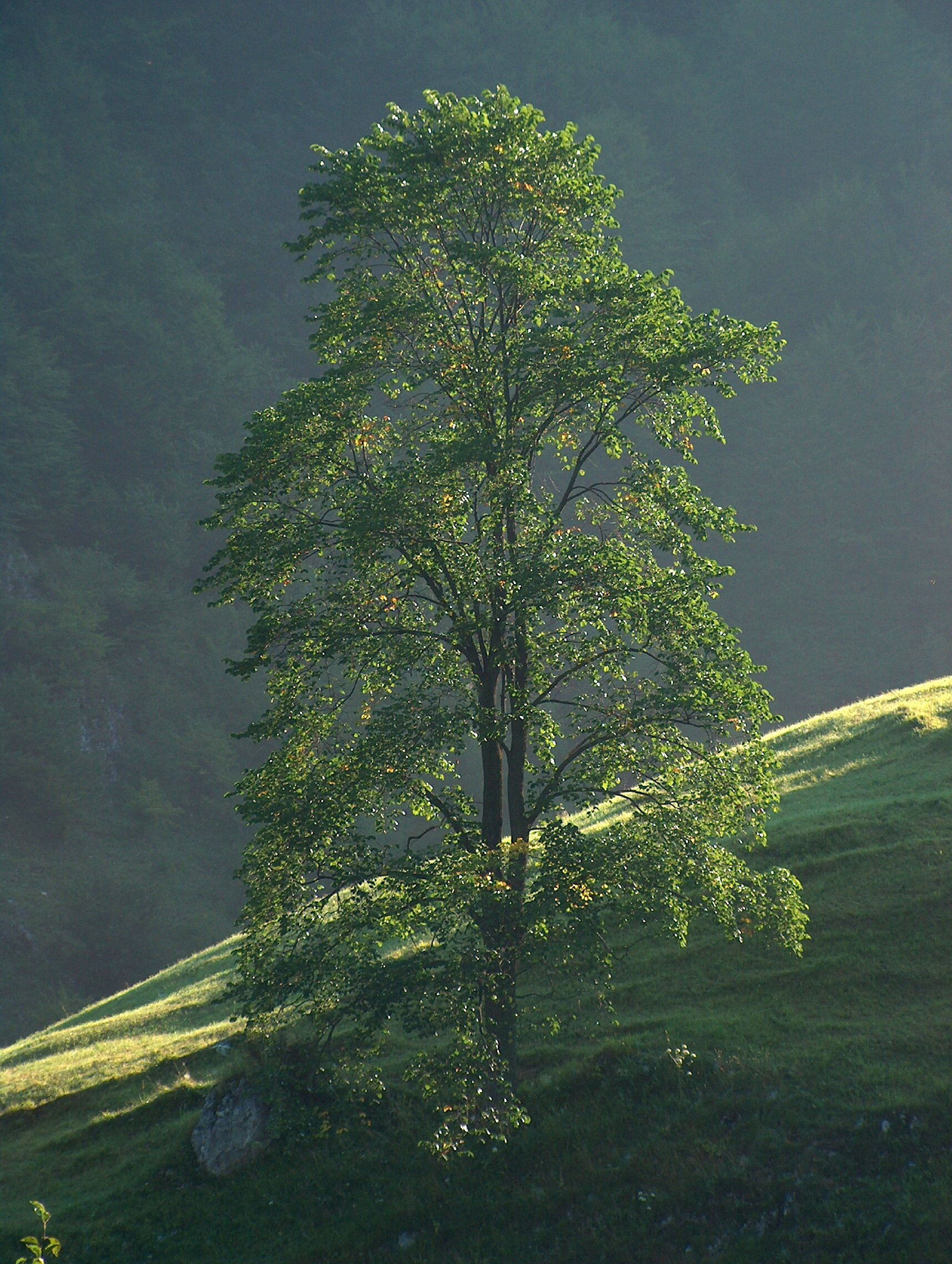
În apropierea Dâmbovicioarei

Flora României este compusă din următoarele elemente fitogeografice: nordic și alpin (circa 14%: artic, boreal, artic-alpin etc) european (circa 40%: eurosiberian, european, central-european etc), sudic (circa 8%: tropical, mediteraneean etc), sud-estic (circa 10%: iliric, daco-iliric, balcanic, moezic), oriental sau continentala (circa 20%: pontic, sarmatic, ponto-central-asiatic, ponto-mediteraneean), apusean (circa 1%: atlantic, atlantic-mediteraneean), endemic (circa 4%, dacic propriu-zis), cosmopolit și adventiv (circa 4%).
Pădurile, care acoperă aproximativ un sfert din teritoriul României, sunt o componentă importantă a vegetației, în special în zona munte. Zona forestieră este etajată în funcție de altitudine și expunere. În zonele de câmpie și de dealuri joase (până la 600–700 m) predomină stejarul, gârnița, stejarul penduculat, la care se adaugă carpenul, teiul, paltinul de câmpie și frasinul. În regiunile de dealuri (mai înalte) și munte (până la 1.200 m și chiar 1.400 m) se dezvoltă fagul, care în amestec cu gorunul și alte specii de stejar coboară în regiunile dealurilor mai joase. Mai sus, în amestec cu rășinoasele, fagul poate urca până la limita superioară a pădurii. Rășinoasele (molid, mai răspândit în Carpații Orientali, zadă, brad, pe alocuri și pin) se dezvoltă până la 1700 – 1800 m (ajungând în Carpații Meridionali până la 1900 m). Dintre plantele ierboase la aceste altitudini sunt caracteristice ferigile și, în poieni, păiușul roșu. În zona alpină, cu îngheț îndelungat și soluri acide, se dezvoltă pajiști dese și scunde iar în partea inferioară (subalpină) apar tufișuri de ienupăr, bujor de munte, afin, jneapăn. În largul văilor mari, datorită umezelii persistente, apare o vegetație specifică de luncă, cu stuf, papură, rogoz și adesea cu pâlcuri de sălcii, plopi și arini. În Delta Dunării predomină vegetația de mlaștină.
Variația condițiilor topoclimatice determină o diferențiere a învelișului vegetal prin etajarea formațiilor vegetale:
- Vegetația alpină și subalpină, care ocupă culmile muntoase mai înalte de 1500–1700 m, este reprezentată prin pajiști alpine, formate din graminee, ciuperacee și plante cu flori viu colorate, rogozul alpin, părușca etc. În cadrul lor se întâlnesc și tufișuri pitice de smirdar, sălcii pitice și alți arbuști, tufărișuri subalpine și jneapăn, ienupăr pitic, afini. Pajiștile alpine alternează pajiști subalpine, formate pe terenuri despădurite, în care predomină iarba stâncilor, părușca și țăpoșica.
- Vegetația montană, care acoperă regiunile muntoase sub altitudinea de 1700–1500 m, este reprezentată prin:
  - păduri de molid, în care predomină molidișurile pure, iar în locurile mai joase, doar local, întâlnindu-se brad și pin.
  - păduri amestecate de fag cu rășinoase, în care specii caracteristice sunt fagul, bradul și molidul.
  - păduri de fag, caracterizate prin predominarea fagului (în amestec slab cu bradul),a molidului (în pareta superioară), teiului, paltinului, frasinului, ulmului etc.
- Vegetația de dealuri și de podișuri este reprezentată prin:
  - păduri de fag, care se continuă din zona montană
  - păduri amestecate de fag cu gorun
  - păduri de gorun și pajiști secundare stepizate dezvoltate pe locul pădurii de gorun
  - păduri de stejar pedunculat, în care predomină stejarul pedunculat în amestec cu diverse alte esențe lemnoase
  - păduri de cer și gârniță, cu pajiști stepizate și pajiști stepice secundare
  - pajiști dezvoltate pe locul pădurilor alcătuite din diverse specii de stejar și pajiști xeromezofile de silvostepă.
- Vegetația de câmpie este reprezentată prin:
  - păduri de stejar pedunculat
  - păduri de cer și gârniță și pajiști formate pe locul fostelor păduri de stejari
  - vegetație de silvostepă, care cuprinde păduri izolate de stejar brumăriu și de stejar pufos
  - pajiști xerofile de stepă, unde predomină păiușul, colilia etc.
- Vegetația luncilor este reprezentată prin păduri de salcie, plop, prin șleauri de luncă și pajiști de luncă
- Vegetația acvatică. Bălțile și lacurile prezintă în general o repartizare zonală a vegetației în raport cu adâncimea. La mal apare o zonă de rogozuri și stânjenei de baltă, urmată apoi de o zonă de stuf (foarte extinsă în Delta Dunării), în care predomină stuful în amestec cu papura și pipirigul. În zona centrală predomină nuferi și broscărița iar la adâncimi mai mari brădișul.

## Fauna
Datorită poziției geografice și diversității condițiilor naturale, în România există o faună bogată și variată, care cuprinde atât elemente locale vechi cât și elemente relativ tinere.

### Fauna terestră

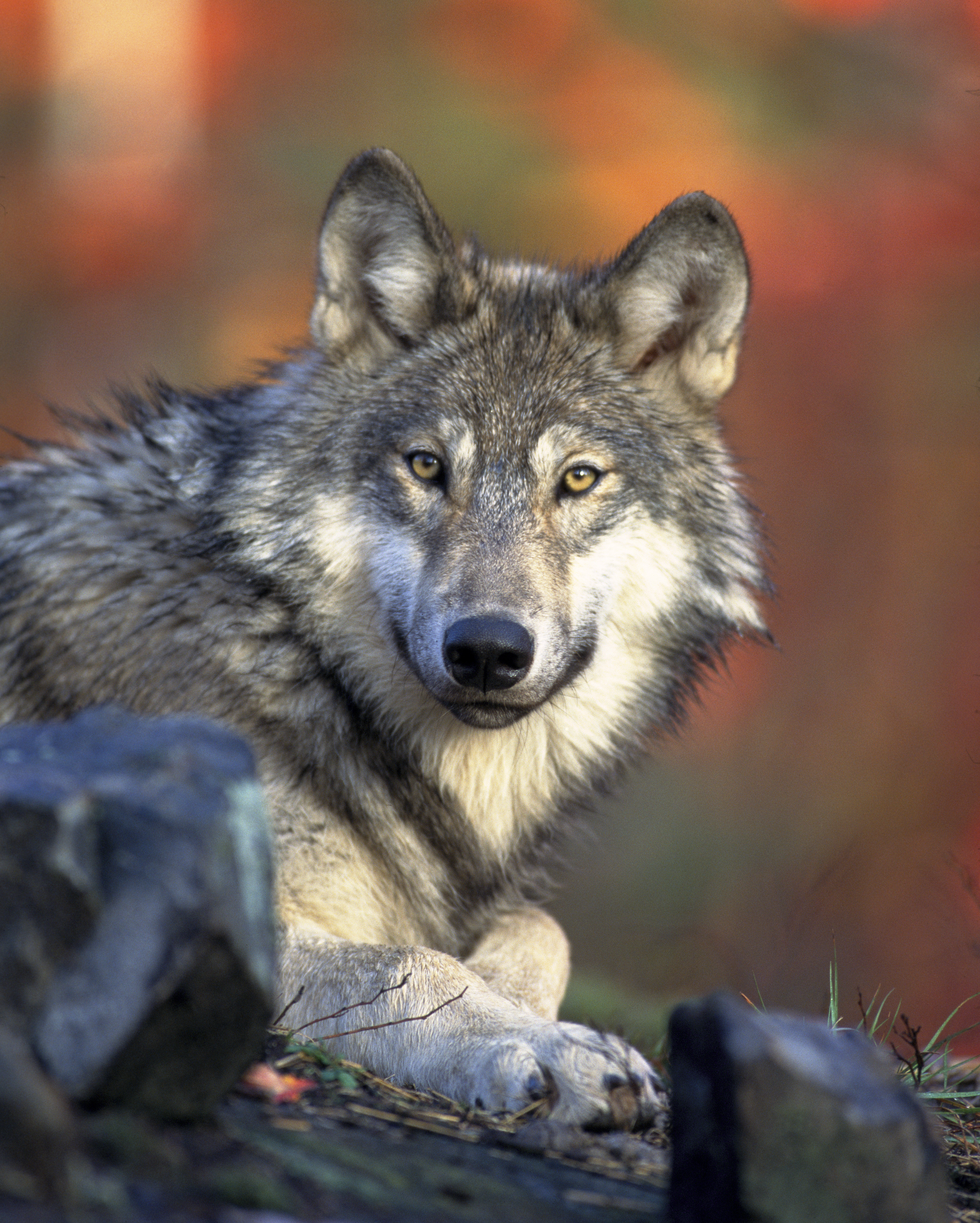
Lup

În România sunt următoarele complexe faunistice:
- Complexul alpin, care constituie domeniul caprei negre, al vulturului bărbos, al cintezei alpine și scatiului. Dintre reptile ajung până aici vipera comună și șopârla de munte.
- Complexul pădurilor, cu o faună bogată și variată, în care apar: cerbi, urși, râși, jderi, veverițe, șoareci de pădure, pajura, vulturul pleșuv, ciuful de pădure, huhurezul, uliul, ciocănitoarea pestriță, pițigoiul, cinteza, gaița, cucul, dumbrăveanca, porumbelul și sitarul.

Mai apar și specii apte să trăiască în diferite condiții geografice ca: mistreți, căprioare, iepuri, lupi, viezuri, dihori, nevăstuici și arici. Dintre reptile, cea mai largă răspândire o au: șarpele de alun și năpârca. În pădurile de câmpie trăiesc coțofene, stăncuțe, ciori, granguri, botgroși, privighetori, dumbrăvence, pupeze, sitari, becațe, șoimul dunărean și viesparul.
- Complexul de stepă are o faună alcătuită mai ales din rozătoare, dintre care cel mai reprezentativ este popândăul. Mai apar: hârciogul, șoarecii de câmp și cățeii-pământului. Animalele mai mari sunt: lupul, vulpea, viezurele, dihorul de stepă, dihorul pătat. Dintre păsări se întâlnesc: ciocârlia de câmp, ciocârlia mare, prepelița, graurul, dumbrăveanca etc. Dintre reptile apar: șerpi, șopârle, broaște țestoase. Este de remarcat prezența unor insecte caracteristice, cum este călugărița.

### Fauna acvatică

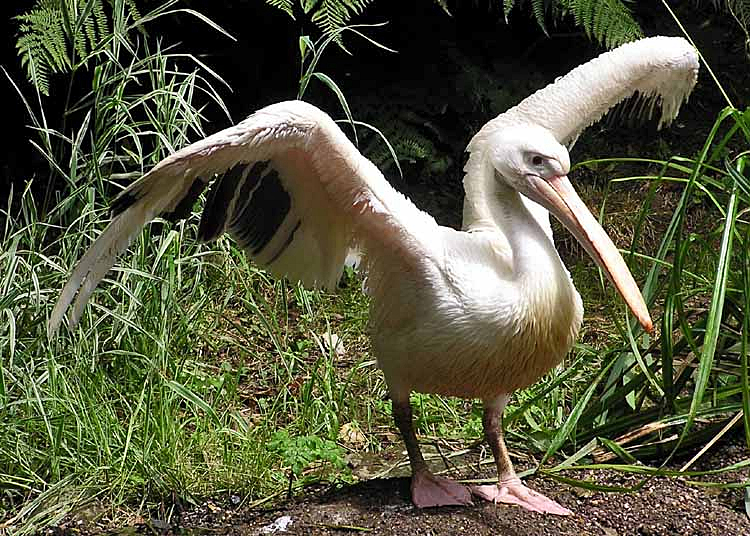
Pelican

Fauna acvatică se repartizează în următoarele complexe faunistice:
- Complexul lacurilor alpine, în general cu o faună săracă, datorită condițiilor și caracterizată prin prezența salmonidelor.
- Complexul lacurilor montane (situate sub limita superioară a pădurilor), caracterizat prin prezența păstrăvului, a ochianei și a boișteanului.
- Complexul lacurilor litorale caracterizat printr-o faună amestecată și foarte variată, formată din animale de apă dulce, marine și relicte sarmatice. La limita dintre apele dulci și cele ușor salmastre trăiesc scoici, raci, melcișori.
- Complexul luncilor și al deltei are o faună bogată și variată, alcătuită în primul rând din specii al căror mod de viață este amfibiu. Pe malurile râurilor trăiesc vidre și nurci. Dintre animalele mai mari sunt prezente: vulpea, lupul, mistrețul și iepurele. Nu lipsesc reptilele, dintre care mai caracteristice sunt: broasca țestoasă de baltă, șarpele de apă, broasca de lac, tritonii, buhaiul de baltă.

Păsările de baltă sunt numeroase și variate în special în Lunca și Delta Dunării: pelicanul comun, pelicanul creț, călifarul alb, călifarul roșu, lebăda mută, lebăda cântătoare, lișița, rața sălbatică mare, gârlița, stârcul, lopătarul, stârcul alb, țigănușul, găinușa, pițigoiul de stuf, privighetoarea de stuf etc.
Dintre păsările răpitoare sunt prezente: vulturul pescar, vulturul codalb, uliul de baltă.
- Râuri. În funcție de particularitățile regimului hidrologic al diferitelor sectoare, se disting următoarele etaje de faună:

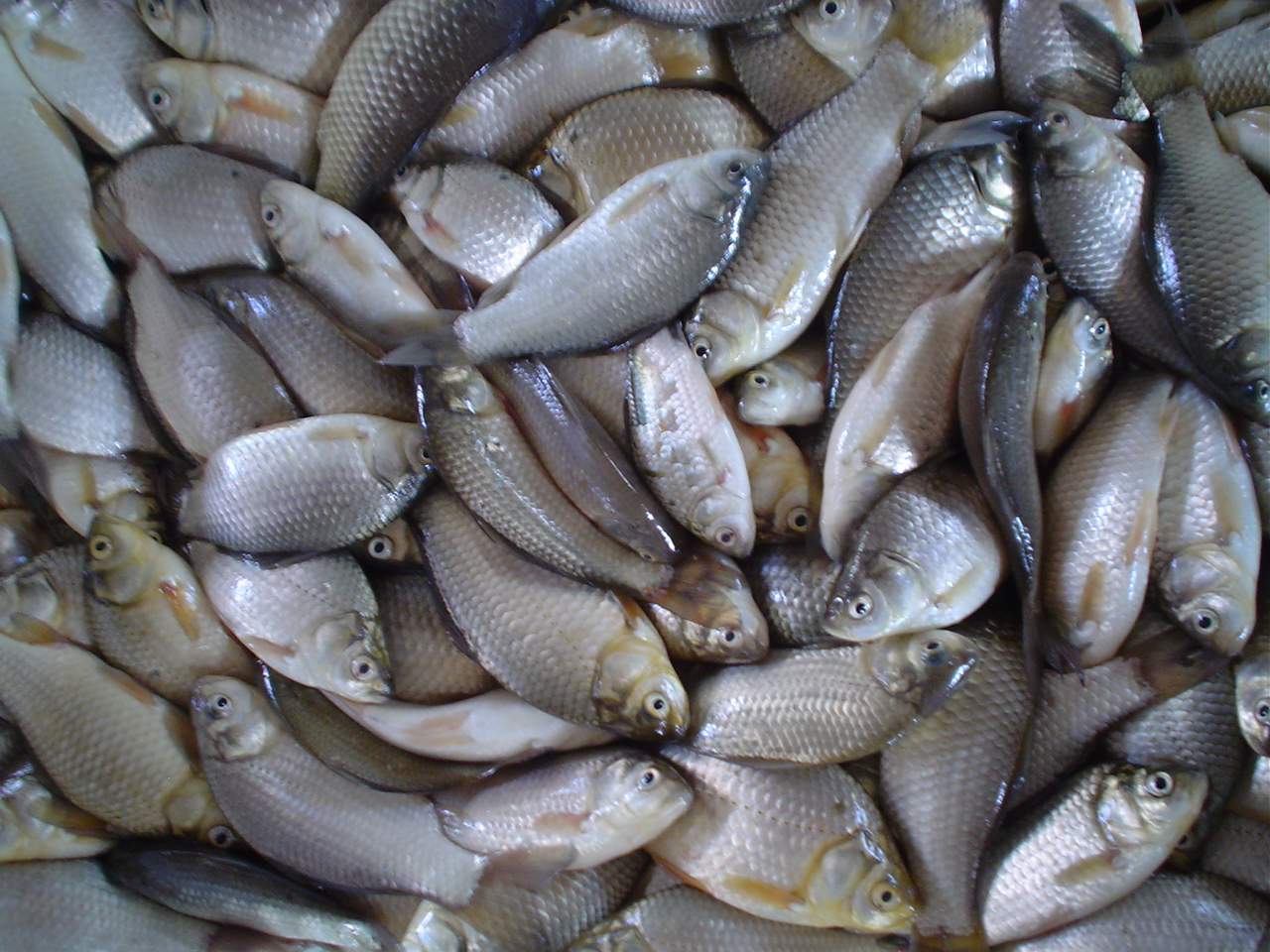
Pești

a) în porțiunile de munte fauna păstrăvului, a lipanului și a moioagei
b) în cursul mijlociu al râurilor fauna scobarului și a cleanului
c) în cursul inferior fauna mrenei, care cuprinde: somnul, cleanul, scobarul, și fauna bibanului, care cuprinde: babușca, obletele, crapul, știuca
d) în șenalul Dunării și în porțiunea inferioară a râurilor de șes fauna crapului, care cuprinde un foarte mare număr de specii, printre care pești marini migratori (nisetrul, păstruga, morunul, scrumbia de Dunăre), cega, pești care se retrag periodic în bălți (văduvița, somnul, crapul, șalăul, plătica, știuca) și pești care trăiesc de obicei în bălțile Dunării (zvârluga, bibanul-soare, carasul, roșioara).
- Marea Neagră are o faună formată din numeroase specii de nevertebrate, pești și mamifere marine (delfinul). Dintre nevertebrate se întâlnesc unele gasteropode, celenterate, unele moluște, protozoare, ș.a. Dintre pești se întâlnesc hamsii, heringi, scrumbii albastre, câini-de-mare, sturioni și pălămide.